# Elecciones locales del Distrito Federal de México de 2009
Las Elecciones del Distrito Federal de 2009 se refieren al Proceso Electoral 2008-2009 en el Distrito Federal, que inició el 10 de octubre de 2008 y cuya jornada electoral se llevó a cabo el domingo 5 de julio de 2009, simultáneamente con las principales elecciones federales.
Durante el 2009 el Instituto Electoral del Distrito Federal empleó por primera vez los conteos dinámicos. que le permitieron dar a conocer información certera y sumamente cercana a los resultados oficiales obtenidos posteriormente por el Instituto.
En las elecciones fueron renovados los titulares de los siguientes cargos de elección popular del Distrito Federal:
- 16 Jefes Delegacionales. Titulares de cada una de las Delegaciones Políticas, equivalentes a los Municipios en el Distrito Federal.

- 66 diputados a la Asamblea Legislativa. 40 elegidos por mayoría relativa en cada uno de los distritos electorales locales y 26 electos por el principio de representación proporcional mediante sistema de listas.

## Resultados electorales
Ocho partidos políticos con registro en el Distrito Federal participaron en la elección, tres de ellos agrupados en tres coaliciones electorales diferentes (variando la Delegación), los resultados que obtuvieron fueron los siguientes:

### Jefes Delegacionales

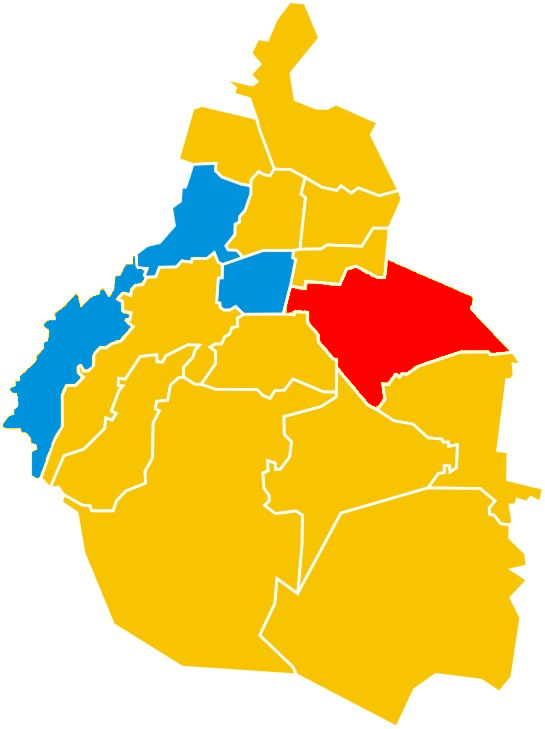
Azul: Delegaciones ganadas por el PAN.
Amarillo: Delegaciones ganadas por el PRD.
Rojo: Delegaciones ganadas por el PT.

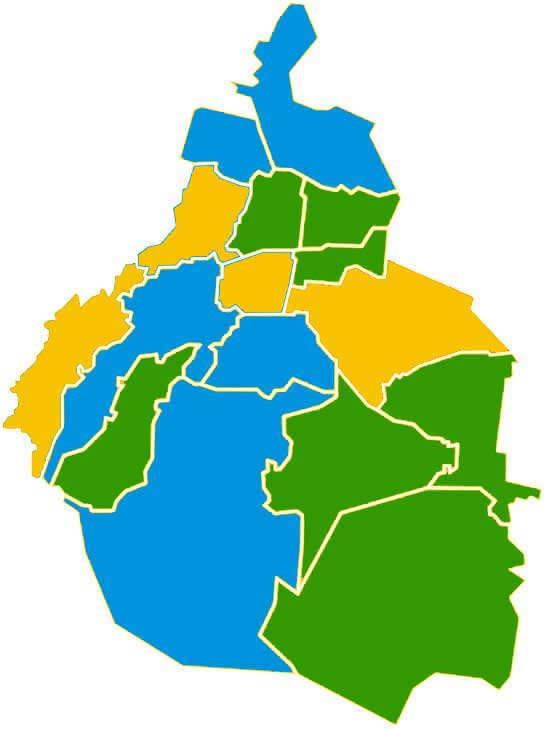
Azul: Delegaciones donde el PAN terminó en segundo lugar
Amarillo: Delegaciones donde el PRD terminó en segundo lugar
Verde: Delegaciones donde el PRI terminó en segundo lugar

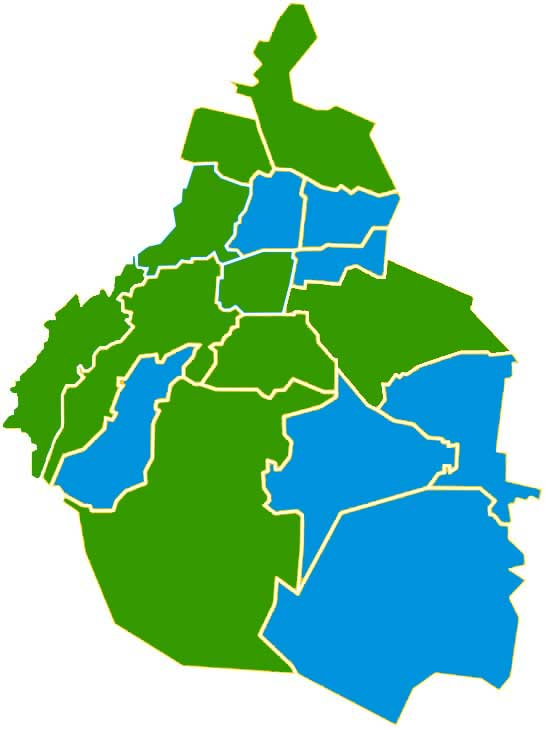
Azul: Delegaciones donde el PAN terminó en tercer lugar
Verde: Delegaciones donde el PRI terminó en tercer

### Jefes Delegacionales[3]
|                                                   | Partido Acción Nacional (PAN)                                                                                 | 3 |
|                                                   | Partido Revolucionario Institucional (PRI)                                                                    | 0 |
|                                                   | Partido de la Revolución Democrática (PRD)                                                                    | 8 |
|                                                   | Partido del Trabajo (PT)                                                                                      | 1 |
|                                                   | Convergencia (CON)                                                                                            | 0 |
|                                                   | Partido Verde Ecologista de México (PVEM)                                                                     | 0 |
|                                                   | Candidatura Común (Partido de la Revolución Democrática (PRD) Convergencia (CON))                             | 1 |
|                                                   | Candidatura Común (Partido de la Revolución Democrática (PRD) y Partido del Trabajo (PT))                     | 3 |
|                                                   | Candidatura Común (Partido de la Revolución Democrática (PRD), Partido del Trabajo (PT) y Convergencia (CON)) |   |
|                                                   | Candidatura Común (Partido del Trabajo (PT) y Convergencia (CON))                                             |   |
|                                                   | Partido Nueva Alianza (PANAL)                                                                                 | 0 |
|                                                   | Partido Socialdemócrata (PSD)                                                                                 | 0 |
| Fuente: Instituto Electoral del Distrito Federal. | |   |

#### Delegación Álvaro Obregón
|  | 22.44 % |

|  | 15.19 % |

|  | 38.82 % |

|  | 7.41 % |

|  | 1.94 % |

|  | 2.62 % |

|  | 1.65 % |

|  | 9.87 % |

|  | 100.00 % |

#### Delegación Azcapotzalco
|  | 25.29 % |

|  | 17.15 % |

|  | 32.73 % |

|  | 5.48 % |

|  | 6.61 % |

|  | 3.09 % |

|  | 1.09 % |

|  | 8.53 % |

|  | 100.00 % |

#### Delegación Benito Juárez
|  | 40.40 % |

|  | 13.52 % |

|  | 27.54 % |

|  | 4.15 % |

|  | 2.78 % |

|  | 1.80 % |

|  | 9.81 % |

|  | 100.00 % |

#### Delegación Coyoacán
|  | 28.85 % |

|  | 13.62 % |

|  | 39.28 % |

|  | 5.04 % |

|  | 2.36 % |

|  | 1.43 % |

|  | 9.39 % |

|  | 100.00 % |

#### Delegación Cuajimalpa[5][6]
|  | 41.30 % |

|  | 11.31 % |

|  | 34.02 % |

|  | 3.04 % |

|  | 3.38 % |

|  | 0.92 % |

|  | 5.99 % |

|  | 100.00 % |

#### Delegación Cuauhtémoc
|  | 19.02 % |

|  | 19.53 % |

|  | 30.87 % |

|  | 6.34 % |

|  | 6.95 % |

|  | 1.65 % |

|  | 2.77 % |

|  | 1.68 % |

|  | 11.13 % |

|  | 100.00 % |

#### Delegación Gustavo A. Madero
|  | 17.95 % |

|  | 16.37 % |

|  | 35.06 % |

|  | 6.49 % |

|  | 7.32 % |

|  | 2.51 % |

|  | 3.26 % |

|  | 1.31 % |

|  | 9.68 % |

|  | 100.00 % |

#### Delegación Iztacalco
|  | 16.30 % |

|  | 17.31 % |

|  | 32.41 % |

|  | 8.19 % |

|  | 8.74 % |

|  | 1.98 % |

|  | 3.48 % |

|  | 1.74 % |

|  | 9.85 % |

|  | 100.00 % |

#### Delegación Iztapalapa
|  | 11.29 % |

|  | 12.69 % |

|  | 22.11 % |

|  | 31.18 % |

|  | 7.39 % |

|  | 1.15 % |

|  | 7.39 % |

|  | 1.75 % |

|  | 9.43 % |

|  | 100.00 % |

1. ↑  Hasta el 11 de junio de 2009, la candidata a Jefa Delegacional de Iztapalapa por el PRD fue Clara Brugada, sin embargo, ese día el Tribunal Electoral del Poder Judicial de la Federación revocó su triunfo en la contienda interna del PRD y consideró ganadora de dicha elección a Silvia Oliva Fragoso, lo que provocó que en la boleta final apareciera el nombre de Clara Brugada pero que los votos validos fueran para Silvia Oliva.

#### Delegación La Magdalena Contreras
|  | 17.17 % |

|  | 18.26 % |

|  | 32.17 % |

|  | 7.66 % |

|  | 8.11 % |

|  | 1.46 % |

|  | 2.99 % |

|  | 1.33 % |

|  | 10.47 % |

|  | 100.00 % |

#### Delegación Miguel Hidalgo[6][7]
|  | 39.42 % |

|  | 12.92 % |

|  | 33.45 % |

|  | 4.03 % |

|  | 1.85 % |

|  | 0.91 % |

|  | 7.43 % |

|  | 100.00 % |

#### Delegación Milpa Alta
|  | 7.73 % |

|  | 33.60 % |

|  | 38.73 % |

|  | 4.22 % |

|  | 6.85 % |

|  | 2.03 % |

|  | 2.08 % |

|  | 10.47 % |

|  | 100.00 % |

#### Delegación Tláhuac
|  | 11.59 % |

|  | 17.80 % |

|  | 43.42 % |

|  | 9.08 % |

|  | 5.35 % |

|  | 4.61 % |

|  | 8.16 % |

|  | 100.00 % |

#### Delegación Tlalpan
|  | 21.78 % |

|  | 14.44 % |

|  | 30.32 % |

|  | 7.12 % |

|  | 7.51 % |

|  | 2.52 % |

|  | 2.90 % |

|  | 1.60 % |

|  | 11.37 % |

|  | 100.00 % |

#### Delegación Venustiano Carranza
|  | 15.86 % |

|  | 16.88 % |

|  | 38.11 % |

|  | 10.44 % |

|  | 6.19 % |

|  | 2.96 % |

|  | 1.11 % |

|  | 8.46 % |

|  | 100.00 % |

#### Delegación Xochimilco
|  | 13.55 % |

|  | 14.44 % |

|  | 36.87 % |

|  | 7.56 % |

|  | 7.07 % |

|  | 2.04 % |

|  | 3.72 % |

|  | 4.81 % |

|  | 10.29 % |

|  | 100.00 % |

### Diputados

Resultados por distrito local.

| Partido/Alianza | Partido/Alianza                                                                         | Mayoría | Proporcional | Total |
| --------------- | --------------------------------------------------------------------------------------- | ------- | ------------ | ----- |
|                 | Partido Acción Nacional                                                                 | 9       | 5            | 14    |
|                 | Partido Revolucionario Institucional                                                    | 0       | 8            | 8     |
|                 | Partido de la Revolución Democrática                                                    | 28      | 0            | 28    |
|                 | Partido del Trabajo                                                                     | 1       | 5            | 6     |
|                 | Partido Verde Ecologista de México                                                      | 0       | 4            | 4     |
|                 | Convergencia                                                                            | 0       | 1            | 1     |
|                 | Partido Nueva Alianza                                                                   | 0       | 2            | 2     |
|                 | Partido Socialdemócrata                                                                 | 0       | 1            | 1     |
| Convergencia    | Candidatura común Partido de la Revolución Democrática Partido del Trabajo Convergencia | 2       | 0            | 2     |
|                 | Total                                                                                   | 40      | 26           | 66    |
| Fuente: IEDF.   |                                                                                         |         |              |       |

#### Diputados Electos por el principio de Mayoría Relativa
| Distrito      | Diputado                      | Partido / Alianza | Distrito | Diputado                              | Partido / Alianza |
| ------------- | ----------------------------- | ----------------- | -------- | ------------------------------------- | ----------------- |
| I             | Valentina Batres Guadarrama   |                   | XXI      | José Manuel Rendón Oberhauser         |                   |
| II            | Carlo Fabián Pizano Salinas   |                   | XXII     | Horacio Martínez Meza                 |                   |
| III           | Alejandro Carbajal González   |                   | XXIII    | Abril Yannette Trujillo Vázquez       |                   |
| IV            | Lizbeth Rosas Montero         |                   | XXIV     | Carlos Augusto Morales López          |                   |
| V             | Fernando Cuellar Reyes        |                   | XXV      | Rafael Miguel Medina Pederzini        |                   |
| VI            | Beatriz Rojas Martínez        |                   | XXVI     | Víctor Gabriel Varela López           |                   |
| VII           | Juan Carlos Zárraga Sarmiento |                   | XXVII    | José Giovani Gutiérrez Aguilar        |                   |
| VIII          | Claudia Elena Águila Torres   |                   | XXVIII   | Edith Ruíz Mendicuti                  |                   |
| IX            | Víctor Hugo Romo Guerra       | Convergencia      | XXIX     | Aleida Alavez Ruiz                    |                   |
| X             | José Luis Muñóz Soria         |                   | XXX      | José Valentín Maldonado Salgado       | Convergencia      |
| XI            | Julio César Moreno Rivera     |                   | XXXI     | Armando Jiménez Hernández             |                   |
| XII           | Rocío Barrera Badillo         |                   | XXXII    | María Natividad Patricia Razo Vázquez |                   |
| XIII          | Alejandra Barrales Magdaleno  |                   | XXXIII   | Héctor Guijosa Mora                   |                   |
| XIV           | Lía Limón García              |                   | XXXIV    | Alejandro Sánchez Camacho             |                   |
| XV            | Erasto Ensástiga Santiago     |                   | XXXV     | Alejandro López Villanueva            |                   |
| XVI           | Juan José Larios Méndez       |                   | XXXVI    | María de Lourdes Amaya Reyes          |                   |
| XVII          | Federico Manzo Sarquis        |                   | XXXVII   | Maricela Contreras Julián             |                   |
| XVIII         | Leonel Luna Estrasa           |                   | XXXVIII  | Rafael Calderón Jiménez               |                   |
| XIX           | Karen Quiroga Anguiano        |                   | XXXIX    | Adoldo Uriel González Monzón          |                   |
| XX            | Fernando Rodríguez Doval      |                   | XL       | Guillermo Sánchez Torres              |                   |
| Fuente: IEDF. |                               |                   |          |                                       |                   |

#### Diputados Electos por el principio de Representación Proporcional
| Nombre                           | Partido |
| Emiliano Aguilar Esquivel        |         |
| Joel Ayala Almeida               |         |
| Israel Betanzos Cortés           |         |
| Alicia Virginia Téllez Sánchez   |         |
| Leobardo Juan Urbina Mosqueda    |         |
| Alan Cristian Vargas Sánchez     |         |
| Octavio Guillermo West Silva     |         |
| Sergio Israel Eguren Cornejo     |         |
| Carlos Alberto Flores Gutiérrez  |         |
| Mariana Gómez del Campo Gurza    |         |
| Guillermo Octavio Huerta Ling    |         |
| Jorge Palacios Arroyo            |         |
| Mauricio Tabe Echartea           |         |
| Ana Estela Aguirre y Juárez      |         |
| José Alberto Benavides Castañeda |         |
| José Arturo López Cándido        |         |
| Adolfo Orive Bellinger           |         |
| Juan Pablo Pérez Mejía           |         |
| José Alberto Couttolenc Guemez   |         |
| Raúl Antonio Nava Vega           |         |
| Norberto Ascencio Solís Cruz     |         |
| Fidel Leonardo Suárez Vivanco    |         |
| Mónica Tzasna Arriola Gordillo   |         |
| Maximiliano Reyes Zúñiga         |         |
| Guillermo Orozco Loreto          |         |
| David Razú Aznar                 |         |
| Fuente: IEDF.                    |         |